# Rajd Dakar 1984

Trasa Rajdu Paryż-Dakar w 1984 roku.

Rajd Dakar 1984 – szósta edycja Rajdu Paryż-Dakar. Wystartował 1 stycznia 1984 z Paryża i zakończył się 20 stycznia 1984 w Dakarze. W rajdzie wystartowało 116 motocykli, 258 samochodów i 31 ciężarówek.
Ostatecznie rywalizację ukończyło 53 motocykle, 92 samochody i 12 ciężarówek. Całkowita długość trasy wynosiła 12 000 km, w tym 5882 km odcinków specjalnych. Rajd ten został rozszerzony o tereny Gwinei, Wybrzeża Kości Słoniowej, Sierra Leone i Mauretanii.

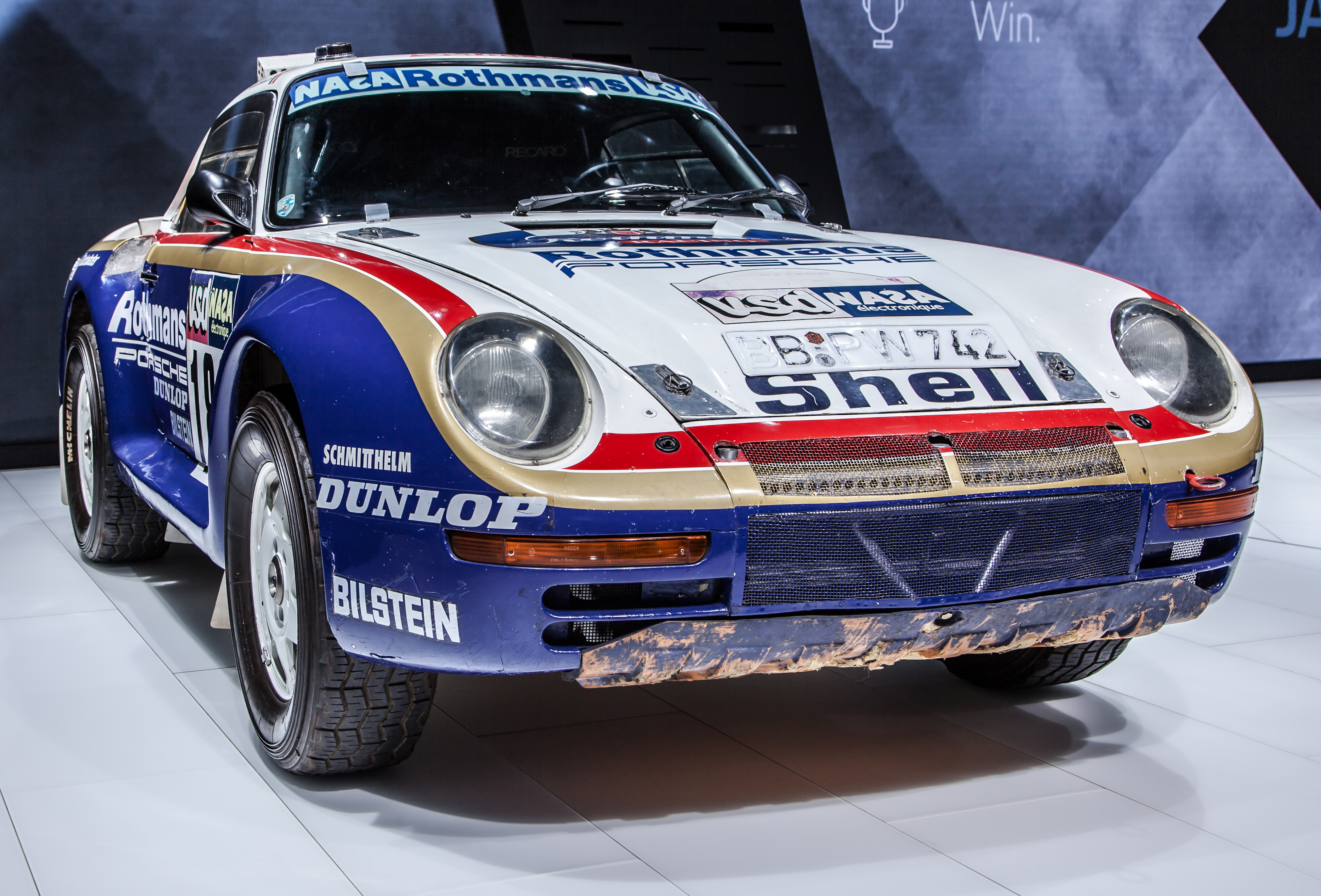
Model Porsche 959.

## Etapy
| Etap | Data        | Start                   | Meta                    | Odległość               |                         |
| ---- | ----------- | ----------------------- | ----------------------- | ----------------------- | ----------------------- |
| 1    | 1 stycznia  | Paryż                   | Marsylia                |                         |                         |
|      | 2 stycznia  | Przeprowadzka do Afryki | Przeprowadzka do Afryki | Przeprowadzka do Afryki | Przeprowadzka do Afryki |
| 2    | 3 stycznia  | Algier                  | El Goleat               | 925 km                  |                         |
| 3    | 4 stycznia  | El Goleat               | In Salah                | 500 km                  |                         |
| 4    | 5 stycznia  | In Salah                | Tamanrasset             | 666 km                  |                         |
| 5    | 6 stycznia  | Tamanrasset             | Iferouane               | 600 km                  |                         |
| 6    | 7 stycznia  | Iferouane               | Chirfa                  | 559 km                  |                         |
| 7    | 8 stycznia  | Chirfa                  | Dirkou                  | 238 km                  |                         |
| 8    | 9 stycznia  | Dirkou                  | Agadez                  | 617 km                  |                         |
| 9    | 10 stycznia | Agadez                  | Niamey                  | 848 km                  |                         |
| 10   | 11 stycznia | Niamey                  | Wagadugu                | 674 km                  |                         |
| 11   | 12 stycznia | Wagadugu                | Bouna                   | 553 km                  |                         |
| 12   | 13 stycznia | Bouna                   | Yamusukro               | 673 km                  |                         |
| 13   | 14 stycznia | Yamusukro               | Touba                   | 343 km                  |                         |
| 14   | 15 stycznia | Touba                   | Kissidougou             | 523 km                  |                         |
| 15   | 16 stycznia | Kissidougou             | Freetown                | 581 km                  |                         |
| 16   | 17 stycznia | Freetown                | Labé                    | 647 km                  |                         |
| 17   | 18 stycznia | Labé                    | Tambacounda             | 457 km                  |                         |
| 18   | 19 stycznia | Tambacounda             | Sali Portudal           | 408 km                  |                         |
| 19   | 20 stycznia | Sali Portudal           | Dakar                   | 168 km                  |                         |

## Klasyfikacja końcowa

### Motocykle
| Miejsce                            | Motocyklista        | Marka                |
| ---------------------------------- | ------------------- | -------------------- |
| 1                                  | Gaston Rahier       | BMW R 100            |
| 2                                  | Hubert Auriol       | BMW R 100            |
| 3                                  | Philippe Vassard    | Honda XLR 600        |
| 4                                  | Cyril Neveu         | Honda XLR 600        |
| 5                                  | Raymond Loizeaux    | BMW R 100            |
| 6                                  | Jean-Claude Olivier | Yamaha 600 XT Ténéré |
| 7                                  | Andréa Balestrieri  | Yamaha 600           |
| 8                                  | Alain Spira         | Honda 600            |
| 9                                  | Serge Bacou         | Yamaha 600 XT Ténéré |
| 10                                 | Michel Guillet      | Honda 500            |
| Rajd ukończyło 53 motocykle ze 116 |                     |                      |

### Samochody

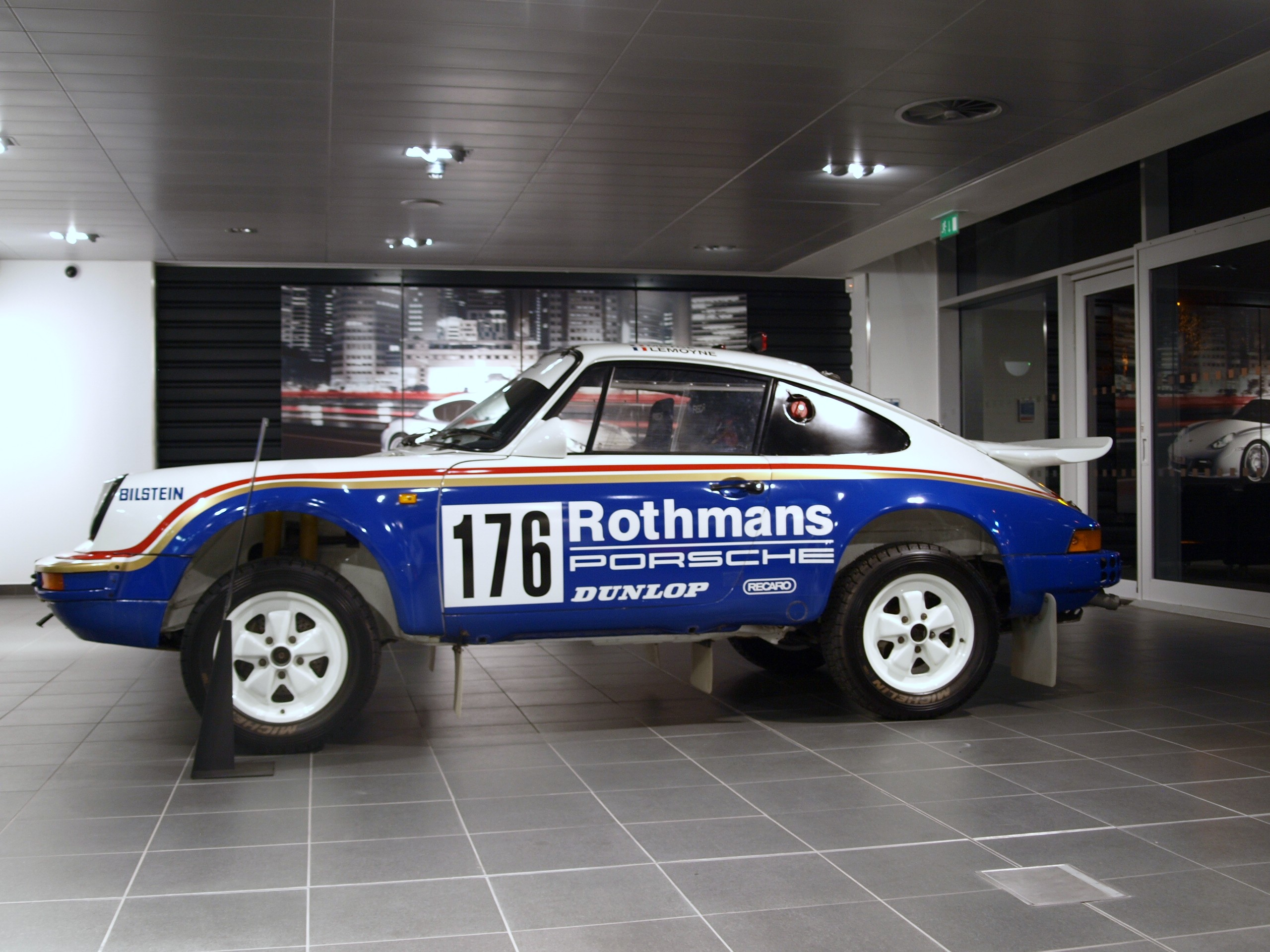
Porsche 953 (Porsche 911), którym w 1984 roku w Rajdzie Paryż-Dakar zwyciężył René Metge z pilotem Dominiquem Lemoynem.

| Miejsce                           | Kierowca – Pilot                 | Marka                     |
| --------------------------------- | -------------------------------- | ------------------------- |
| 1                                 | René Metge, Dominique Lemoyne    | Porsche 953 (Porsche 911) |
| 2                                 | Patrick Zaniroli, Jean Da Silva  | Range Rover V8            |
| 3                                 | Andrew Cowan, Jota Syer          | Mitsubishi Pajero         |
| 4                                 | Guy Colsoul, Alain Lopes         | Opel Manta 4110           |
| 5                                 | Claude Marreau, Bernard Marreau  | Renault Proto R18         |
| 6                                 | Jacky Ickx, Claude Brasseur      | Porsche 953 (Porsche 911) |
| 7                                 | Hubert Rigal, Patrick Fourticq   | Mitsubishi Pajero         |
| 8                                 | Marc Lacaze, Pierre Bouille      | Citroën Visa              |
| 9                                 | Gérard Planson, Frédéric Planson | Mercedes 280 GE           |
| 10                                | Pierre Fougerouse, Henri Braquet | Toyota FJ 60              |
| Rajd ukończyło 92 samochody z 258 |                                  |                           |

### Ciężarówki
| Miejsce                           | Kierowca – Pilot – Mechanik                               | Marka                |
| --------------------------------- | --------------------------------------------------------- | -------------------- |
| 1                                 | Pierre Laleu, Daniel Durce, Patrick Venturini             | Mercedes 4X4         |
| 2                                 | Paolo Bonera, Valerio Grassi, Paolo Travaglia             | Mercedes Unimog 4X4  |
| 3                                 | Henri Gabrelle, Alain Voillereau, Adolf Dirl              | MAN 6X6              |
| 4                                 | Giancarlo Arcangioli, Egiziano Piersantini, Ezio Nicelli  | Astra M 309 BF 6X6   |
| 5                                 | Lutz Bernau, Egmont Bartmann, Frédéric Brown              | Mercedes 1932 AK-4X4 |
| 6                                 | Thierry Reverchon, Ekkehard Kiefer, Rolf Huber            | MAN 4X4              |
| 7                                 | Serge Lacourt, Mario Zimmermann, Gilbert Versino          | MAN 20280            |
| 8                                 | Carlos Del Val, Miguel Angel Guerrero                     | Pegaso 30-46 4X4     |
| 9                                 | Etienne Martinez, Bernard Langlois, Jean-Francois Chambon | Mercedes 6X6         |
| 10                                | Boerner, Hein                                             | Mercedes Unimog      |
| Rajd ukończyło 12 ciężarówek z 31 |                                                           |                      |